# Marieke de Goede
Marieke de Goede (Nijmegen, 1971) is een Nederlandse politicoloog en is als hoogleraar verbonden aan de Universiteit van Amsterdam.

## Carrière
De Goede studeerde internationale betrekkingen aan de Universiteit van Amsterdam en promoveerde vervolgens aan de Universiteit van Newcastle upon Tyne. Ze werkte jarenlang als docent en hoofddocent aan de faculteit der geesteswetenschappen van de UvA. In 2010 stelde de universiteit haar aan als hoogleraar politicologie en maakte ze de overstap naar de faculteit der Maatschappij- en Gedragswetenschappen.
Het onderzoek van De Goede bevindt zich op het snijvlak van de sociale en geesteswetenschappen en legt in haar onderzoek de focus op het gebruik van financiële gegevens voor veiligheidspraktijken. Haar wetenschappelijk werk naar de financiering van terroristische activiteiten en de praktijken en regelgeving om deze geldstromen te blokkeren wordt door de KNAW als vernieuwend beschouwd. In 2016 kreeg De Goede een beurs van de Europese onderzoeksraad voor haar onderzoek naar de veiligheidsgevolgen van de aankoop van commerciële databestanden door de overheden.
Daarnaast was De Goede tussen 2015 en 2021 onderzoeksdirecteur van SPUI25 en in 2022 werd ze door haar universiteit benoemd tot decaan van de faculteit der geesteswetenschappen. Daarnaast is zij sinds 2022 lid van de KNAW.

## Geselecteerde bibliografie
- met R. Bellanova (2022): "Co-Producing Security: Platform Content Moderation and European Security Integration". Journal of Common Market Studies, 60(5), [1316-1334]
- "Counter-Terrorism Financing Assemblages After 9/11". In C. King, C. Walker, & J. Gurulé (Eds.), The Palgrave Handbook of Criminal and Terrorism Financing Law, 755-779. (2018)
- met M. Wesseling (2018). Beleid bestrijding terrorismefinanciering: Effectiviteit en effecten (2013-2016). Amsterdam : Amsterdam Institute for Social Science Research.
- "Assemblage, power, resistance: a rejoinder." in: Political Geography, 32, 57-60. (2013)
- "Data-analyse en precriminele veiligheid in de strijd tegen terrorisme". in: Krisis, 2011(3), 59-65. (2011)
- "Governing finance in the War on Terror." in: H. R. Friman (Ed.), Crime and the global political economy, 103-118. (2009)
- "Gender in de Internationale Betrekkingen". in: Lover : Tijdschrift over Feminisme, Cultuur en Wetenschap, 33(2), 36-39. (2006)